# SIA-7B
SIA-7B byl italský dvoumístný průzkumný jednomotorový dvouplošník z období první světové války.

## Vznik

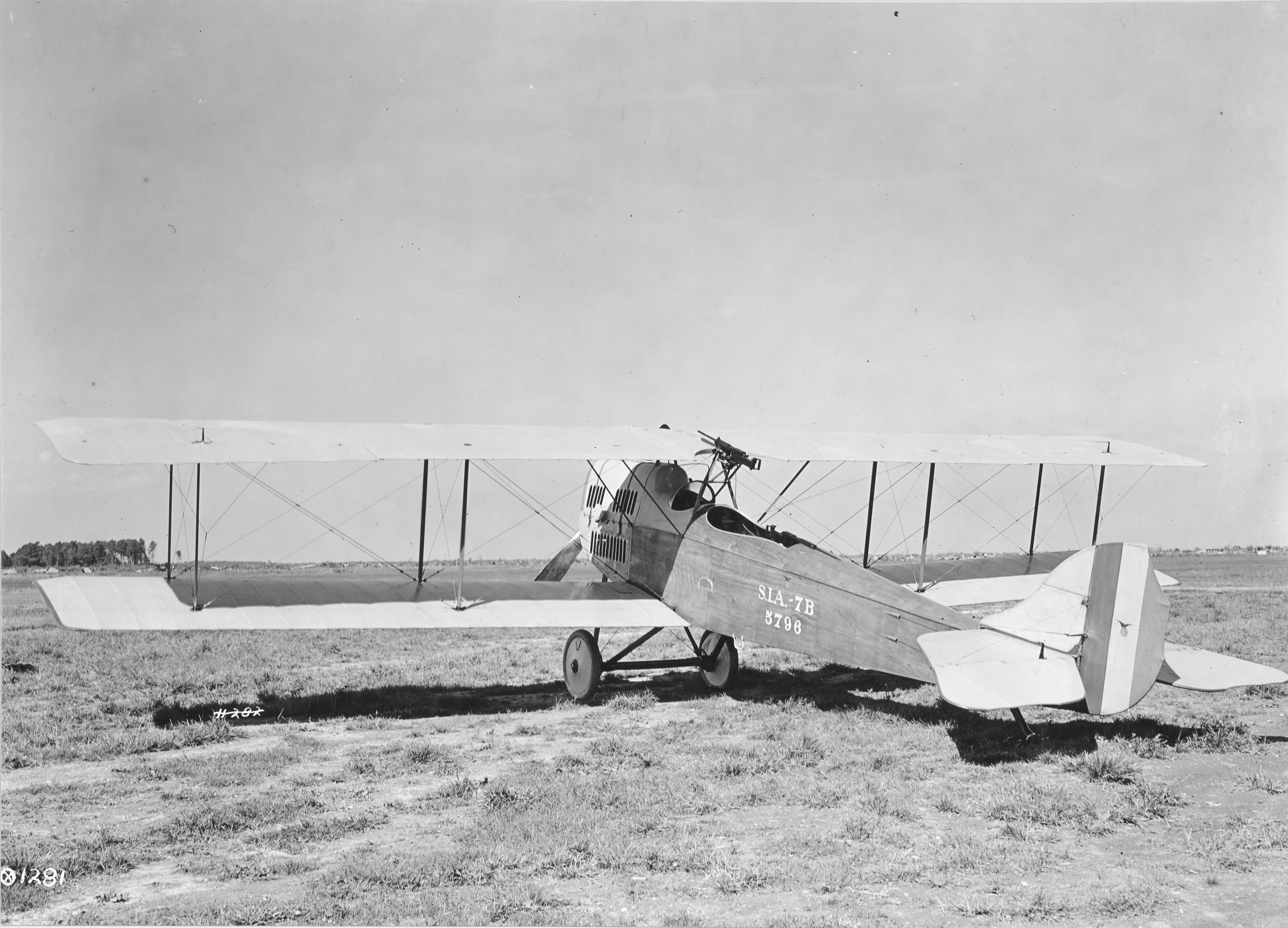
SIA 7B.1

Firma Societá Italiana Aviazione byla pobočkou firmy Fiat v Turínu. Ze začátku vyráběla zahraniční letadla v licenci, avšak v roce 1917 pro ni konstruktéři Fiatu Rodolfo Verduzio a Umberto Savoia vyvinuly první samostatný prototyp SIA-7B.1. Další spoluprací těchto dvou konstruktérů byla práce pro společnost Ansaldo na vývoji průzkumných strojů Ansaldo SVA.

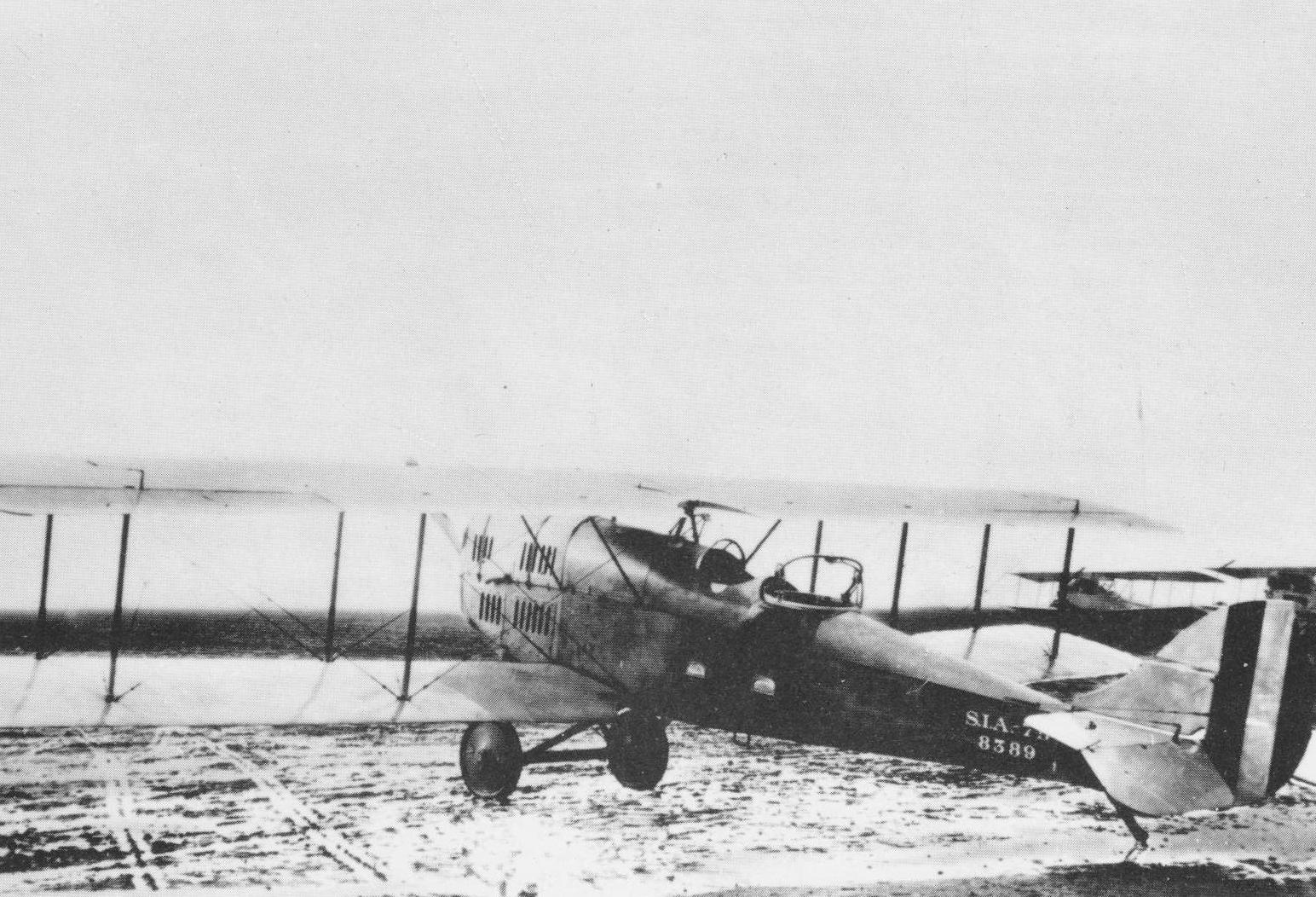
SIA 7B.2

Letoun poprvé vzlétl v létě 1917. Vyznačoval se velmi dobrou stoupavostí a byl velmi rychlý a obratný. S pilotem Laureatim překonal tento stroj rekord v dostupu s cestujícím výkonem 6750 m a markýz Laureati na něm uskutečnil nepřetržitý let bez mezipřistání v délce 1400 km z Turína do Neapole. V listopadu 1917 byl pak zařazen do služby u italského vojenského letectva. Přílišné namáhání ve vzdušných soubojích však odhalilo nepevnost křídel.
Během roku 1917 se začalo pracovat na vylepšené a zesílené verzi SIA-7B.2, která měla oproti předchozímu modelu zvýšený horní obrys trupu tak, že přecházel rovnou do krytu motoru, což zlepšilo výhled pilota i pozorovatele ovládající kulomet. I tento stroj (pilotován opět Lareatim) překonal rekord v dostupu a to výkonem 7025 m a nepřetržitým přeletem z Turína do Londýna v délce 1207 km. Pro zvýšení vytrvalosti se na boky trupu daly zavěsit přídavné nádrže. Do výzbroje italského letectva byl zařazen v květnu 1918.

## Popis konstrukce
Trup byl celodřevěný se zaoblenou horní stranou s potahem z třívrstvé překližky. Kryt motoru s čelním chladičem u 7B.1 byl příliš vysoký a znemožňoval pilotovi výhled vpřed. Křídla měla dřevěnou kostru potaženou plátnem se stejným rozpětím bez stupnění a s křidélky umístěnými jen na horním křídle. Vodorovná ocasní plocha i svislá ocasní plocha měly kostru z ocelových trubek a byly potaženy plátěným potahem. Také podvozkové vzpěry byly z ocelových trubek. Osu podvozku pak zakrýval profilovaný kryt z hliníkového plechu.
Letoun 7B.1 byl poháněn řadovým vodou chlazeným motorem Fiat A.12 o výkonu 191 kW (260 k). Verze 7B.2 pak byla vybavena výkonnějším motorem Fiat A.12bis o výkonu 220 kW (300 k).
Výzbroj tvořily jeden nesynchronizovaný kulomet Fiat-Revelli ráže 6,5 mm, který byl umístěn nad střední částí horního křídla a střílel nad okruhem vrtule, a jeden pohyblivý kulomet umístěný na závěsu Nieuport v prostoru pozorovatele se stejnou ráží. Pod spodním křídlem mohly být umístěny pumy do hmotnosti 60 kg.

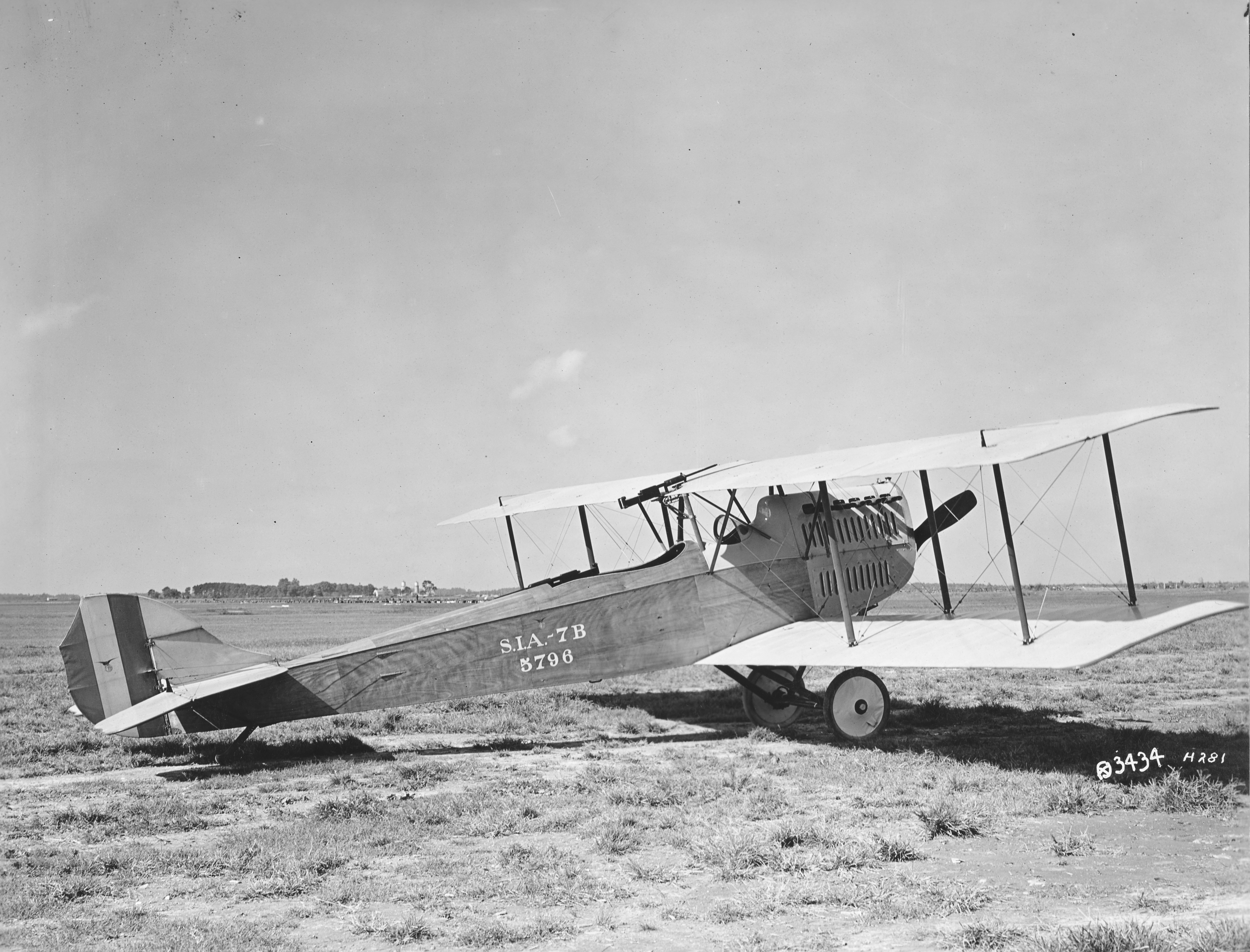
SIA 7B.1

## Využití
Dva stroje 7B.1 byly ještě v roce 1917 poslány do USA na vyzkoušení. V únoru 1918 pak bylo 19 strojů zakoupeno pro Americké expediční síly v Evropě, kde operovaly na italské frontě. U italského letectva byly přiděleny k letkám 22, 24, 31, 32, 35, 37, 38, 39, 40 a 114. Avšak i u typu B7.2 se brzy projevila stejná nepevnost křídel jako u předchozího typu a v červenci 1918 byly všechny letouny předčasně vyřazeny.
Celkem bylo vyrobeno 501 kusů SIA-7B.1 a 72 kusů SIA-7B.2

## Specifikace (SIA 7B.2)

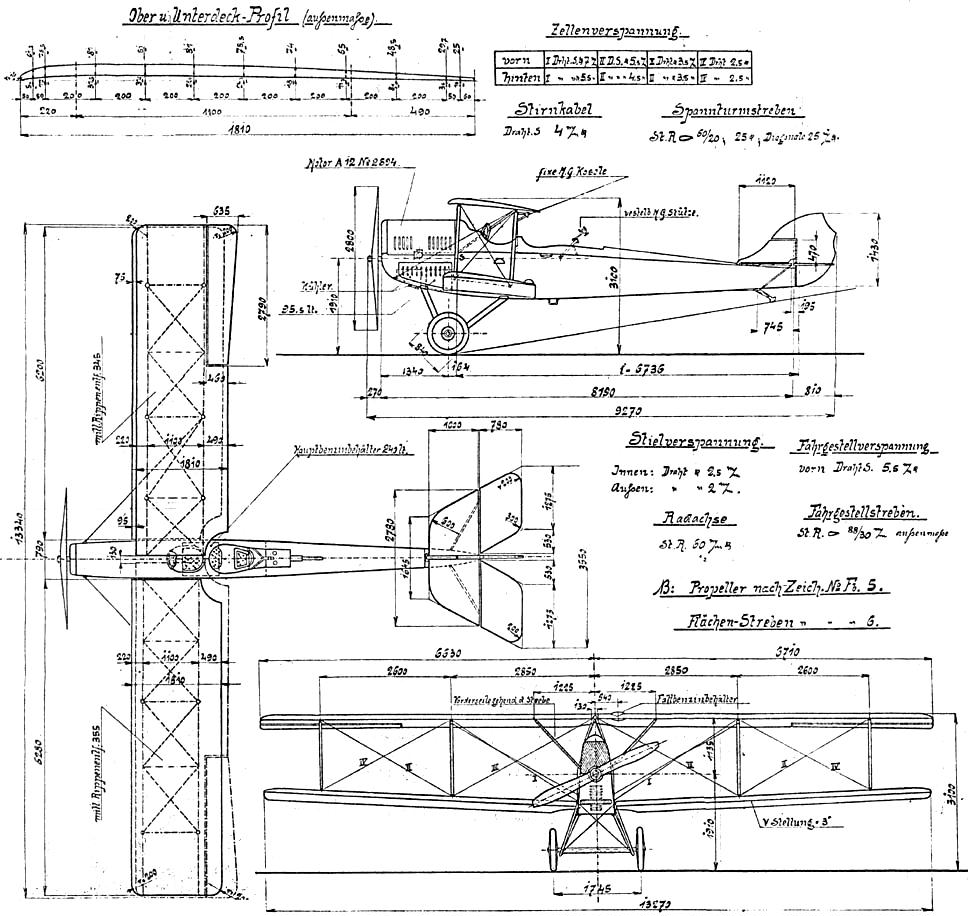
SIA 7B1 dwg

Údaje dle

### Technické údaje
- Osádka:
- Rozpětí: 13,32 m,
- Délka: 9,06 m
- Výška: 3,0 m
- Nosná plocha: 40,00 m²
- Hmotnost prázdného letounu: 750 kg
- Vzletová hmotnost: 1100 kg
- Pohonná jednotka:
- Výkon pohonné jednotky:

### Výkony
- Maximální rychlost:
  - u země: 200 km/h
  - ve 2000 m: (177) km/h
- Výstup:
  - do 2000 m: (8,2) min
  - do 5000 m: 24 min
- Vytrvalost: (4) 3,5 hod.
- Dostup: (6750) 7000 m